# San Miguel Totolmaloya
San Miguel Totolmaloya är en ort i kommunen Sultepec i delstaten Mexiko i Mexiko. Samhället hade 363 invånare vid folkräkningen 2020.